# Wayne Coyne
Wayne Michael Coyne (Pittsburgh, 13 gennaio 1961) è un cantante e chitarrista statunitense.
È il leader del gruppo Flaming Lips.

## Gli inizi
Coyne nacque a Pittsburgh (Pennsylvania) il 13 gennaio del 1961, figlio di Thomas Coyne e Dolores "Dolly" Jackson. Quinto di sei figli, Coyne si trasferì da Pittsburgh in Oklahoma alla fine del 1961. Coyne crebbe a Norman ascoltando musica e giocando a palla a mano. Lui e i suoi fratelli si soprannominarono “The Fearless Freaks” per il loro brutale modo di giocare. Tommy Coyne, il più grande tra i fratelli, descriveva il gioco come una "lotta semi-civilizzata".
Durante il periodo del liceo lavorò come addetto alla friggitrice al ristorante Long John Silver's ad Oklahoma City. Durante il secondo anno di impiego ci fu una catena di rapine ad Oklahoma City, il ristorante fu rapinato e Coyne e i suoi colleghi vennero minacciati e fatti stendere con la faccia al pavimento mentre i rapinatori puntavano verso di loro le pistole: Coyne era certo che sarebbe morto. Il manager del ristorante non volle aprire la cassaforte e i rapinatori, ad ogni modo, se ne andarono. Coyne pensò: "questo è veramente morire... un attimo stai cucinando per un'ordinazione di french fries e l'attimo dopo stai disteso sul pavimento e loro ti fanno schizzare via il cervello. Non c'è musica, non c'è significato... solo casualità" .

## Con i Flaming Lips

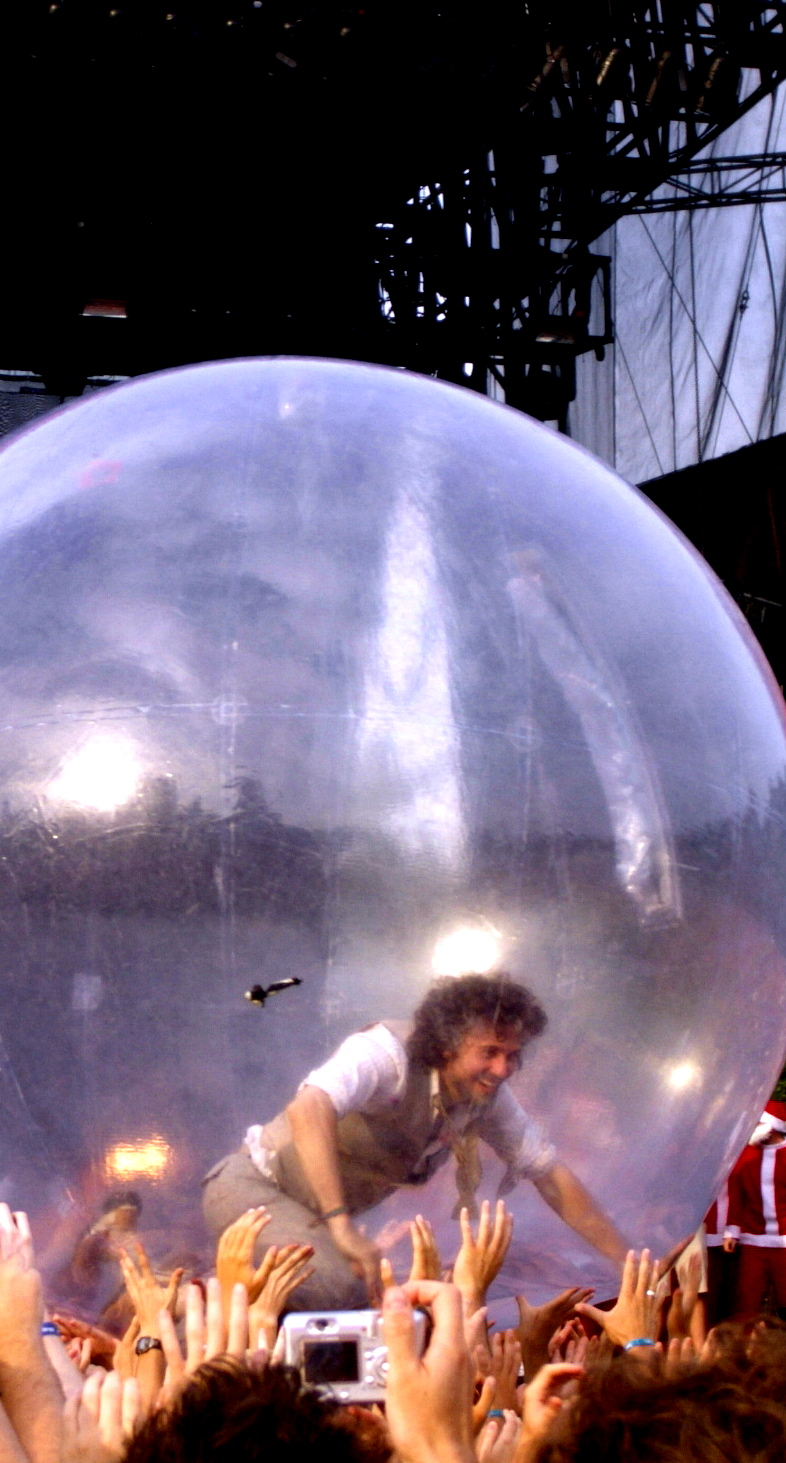
Coyne e la bolla gigante di Lollapalooza, 2006 Grant Park, Chicago

Coyne formò i Flaming Lips nel 1983 con il fratello Mark alla voce e Michael Ivins al basso. Mark poi lasciò la band e Coyne assunse il ruolo di cantante. Wayne e Michael sono stati gli unici membri costanti durante la carriera del gruppo. Durante i grandi festival, le loro performance iniziavano con Wayne Coyne che faceva la sua entrata scendendo da un'astronave aliena (una citazione ai Parliament Funkadelic) entrando in una bolla e facendo surf sulla folla. Coyne è anche noto per cospargersi il volto di sangue finto durante le performance live. Fa questo per rendere omaggio ad una famosa foto di Miles Davis che macchiò di sangue il suo completo perché un ufficiale di polizia lo urtò durante un concerto.
I Flaming Lips usano, durante i concerti, anche coriandoli, puntatori laser, immagini proiettate su uno schermo, decine di palloncini di grandi dimensioni, un palco pieno di ballerini vestiti da alieni, yeti, ecc. Prima del concerto non è raro vedere Coyne aiutare lo staff tecnico a montare il necessario. Le loro performance sono state paragonate ad esperienze psichedeliche più che a semplici concerti, questa è una tradizione che li accompagna fin dagli inizi.

## Arte sperimentale
Tra il 1996 e il 1997, Coyne sviluppò il “Parking Lot Experiments” in cui vennero distribuiti 40 nastri. La band fece partire quaranta macchine allo stesso tempo creando un unico suono surround: si radunarono oltre mille persone in un parcheggio per assistere all'esperimento.
Il "Parking Lot Experiments" venne registrato per l'album Zaireeka, fatto di 4 tracce audio su 4 differenti cd che bisogna ascoltare contemporaneamente per creare il brano unico. Coyne crede che Zaireeka abbracci "una sorta di anarchia nell'arte. Era come una dimostrazione artistica: a volte si raggiunge la perfezione dell'unicsono e altre volte no e si assiste ad altri fenomeni musicali, si può ascoltare ogni volta qualcosa di differente".
Al Capodanno "Freakout" in Oklahoma City il 1º gennaio 2010, Coyne ha invitato il pubblico ad impostare le sveglie di tutti i cellulari sulle 23:55, quando gli allarmi si staccarono coprirono i suoni degli applausi e Wayne disse: "Qualcuno ha un cazzo di iPhone potentissimo!".
Nell'ottobre del 2010, Wayne Coyne ha creato una serigrafia fatta con il suo stesso sangue, il poster commemora la scenografia dei Flaming Lips all'Austin City Limits Festival del 2010. L'immagine consiste in un teschio disegnato in stile Wes Wilson, Coyne ha stampato usando il suo sangue raccolto in un flaconcino. La stampa presto sarà messa all'asta. Il frontman ha dichiarato: "Abbiamo pensato che sarebbe sciocco usare sangue di pollo o qualcosa del genere, non hanno bisogno di sacrificare i loro fluidi vitali più di quanto ne abbia bisogno io".

## Debutto da regista
Coyne ha iniziato a girare il suo film di fantascienza, "Christmas on Mars", nel 2001. Un progetto a basso budget che è stato girato su un set nel suo cortile. Le diverse parti del set spaziale sono state costruiti da Coyne. Il film racconta la storia del primo Natale in un Marte colonizzato. Nel film, Coyne interpreta il ruolo di un curioso circa un bambino appena nato su Marte. "Christmas on Mars" è stato mostrato per la prima volta allo "Sasquatch! Festival Music" in un tendone da circo. I Flaming Lips hanno tenuto la tenda per il loro tour, mostrando il filmato dopo ogni performance: "Il concetto era quello di fare uno di quei film di mezzanotte, come The Rocky Horror Picture Show, che sono andato a vedere come un adolescente, tutto preso".